# Olavus Johannis Vadstenensis
Olavus Johannis Vadstenensis, död 1625 i Ekeby socken, var en svensk präst.

## Biografi
Olavus Johannis Vadstenensis var senast 1597 kyrkoherde i Malexanders församling. Vadstenensis fick det år bekräftat på den löneförbättring som hans företrädare hade fått (brev daterat 2 mars 1597, Arboga). Han blev 1603 kyrkoherde i Ekeby församling. Vadstenensis var tredje dagens predikant på prästmötet 1607. Han avled 1625 i Ekeby socken.
Vadstenensis var gift och fick sonen Johannes Podolinus som blev kyrkoherde i Tåby församling.